# Aulostomus maculatus
L'Aulostomus maculatus, più comunemente conosciuto come pesce trombetta, è un pesce appartenente alla famiglia Aulostomidae.

## Descrizione
La lunghezza massima raggiungibile dall'animale si aggira intorno al metro e buona parte è costituita dalla sua testa. Ha il corpo allungato e la bocca che ricorda quella di una tromba, motivo che gli è valso il nome. Sul labbro inferiore di questa sono riscontrabili alcuni filamenti che svolgono una funzione tattile, come per i barbigli dei pesci gatto. Si tratta di una specie che può cambiare il proprio colore a seconda dell'ambiente in cui si trova, capacità sfruttata non solo per cacciare ed eludere potenziali predatori ma, nel caso dei maschi, anche per il corteggiamento. Le pinne, sia dorsali, sia anali, sia pelviche vengono spesso piegate e si trovano nella parte inferiore del corpo dell'A. maculatus. È imparentato con gli ippocampi.

## Biologia

### Alimentazione
A. maculatus è un predatore che utilizza un metodo di caccia alquanto inusuale: si posiziona verticalmente, con il capo rivolto verso il fondale, lasciando che sia la corrente marina a condurlo dalla sua preda. Raggiunta la distanza idonea, scatta in avanti e con la bocca aspira per intero la sua vittima. Il meccanismo che rende ciò possibile è, come in altri pesci, la differenza di pressione che c'è tra la bocca e dell'ambiente circostante la quale crea una corrente che trascina il bersaglio verso il pesce. Un'ultima particolarità della bocca è nel fatto che essa sia estensibile ed elastica, consentendo dunque una notevole apertura. Per cacciare può inoltre nuotare al fianco di grossi pesci innocui, in maniera tale potersi avvicinare maggiormente al suo obiettivo pur passando completamente inosservato.

### Habitat
Vive nell'Oceano Atlantico, nelle acque che vanno dai Caraibi all'America del Sud. Predilige barriere coralline e distese di alghe situate ad una profondità variabile che mediamente corrisponde ad una decina di metri.

### Riproduzione
Il maschio danza, cambiando ripetutamente colore e muovendosi in maniera dolce. Terminato questo rituale, similmente ai cavallucci marini, la femmina deposita le uova in una sacca incubatrice dei maschi che si occuperanno poi della cova per tutta la durata dello sviluppo dell'embrione. Si tratta quindi di uno dei rari casi di gravidanza maschile.